# Gadiros
 (juin 2017).
Pour les articles homonymes, voir Eumélos.
Gadiros (aussi appelé Eumélos) est un Atlante, frère jumeau du premier souverain de l'Atlantide, Atlas. 

## Mythographie
Suivant le récit de Platon — « inventeur » de l'Atlantide et seule source sur le personnage — lorsque les dieux se partagent la Terre, Poséidon, dieu des océans, reçoit Atlantis (Ἀτλαντίς) — devenu en français « Atlantide » —, une île gigantesque située au-delà des Colonnes d'Hercule.
Poséidon s'y unit avec Clitô qui enfante cinq couples de jumeaux mâles, élevés par le dieu. Il donne des noms aux dix enfants, et le premier d'entre eux reçoit celui de l'île : Atlas qui est destiné à devenir le premier souverain de l'Atlantide, et dont l'autorité s'étendra sur tous ses frères. À son frère jumeau, Poséidon donne le double nom grec d'Eumélos (« celui qui a de belles brebis ») et atlante de Gadiros. 
Eumélos-Gadiros reçoit l'extrémité de l'île, du côté des Colonnes d'Hercule, en face de la région nommée Gadirique. Il est en complémentarité avec son frère : Atlas est le roi qui règne au centre de la cité (polis), tandis qu'Eumélos règne sur l'extrémité de l'île, dans la contrée lointaine (chôra) où paissent les brebis.